# Sauhadż
Sauhadż (Sawhāj, Sohag) – miasto w południowym Egipcie, ośrodek administracyjny muhafazy Sauhadż, na zachodnim brzegu Nilu, naprzeciw miasta Achmim.
W pobliżu miejscowości znajdują się zabytkowe klasztory: Biały i Czerwony Klasztor.